# Medalistki igrzysk olimpijskich w kajakarstwie
Medalistki igrzysk olimpijskich w kajakarstwie – lista zawodniczek, które przynajmniej raz w karierze zdobyły medal letnich igrzysk olimpijskich w kajakarstwie kobiet.

## Kajakarstwo górskie

### K-1
| Rok i miejsce   | Złoto               | Srebro              | Brąz                     |
| --------------- | ------------------- | ------------------- | ------------------------ |
| 1972, Monachium | Angelika Bahmann    | Gisela Grothaus     | Magdalena Wunderlich     |
| 1992, Barcelona | Elisabeth Micheler  | Danielle Woodward   | Dana Chladek             |
| 1996, Atlanta   | Štěpánka Hilgertová | Dana Chladek        | Myriam Fox-Jerusalmi     |
| 2000, Sydney    | Štěpánka Hilgertová | Brigitte Guibal     | Anne-Lise Bardet         |
| 2004, Ateny     | Elena Kaliská       | Rebecca Giddens     | Helen Reeves             |
| 2008, Pekin     | Elena Kaliská       | Jacqueline Lawrence | Violetta Oblinger-Peters |
| 2012, Londyn    | Émilie Fer          | Jessica Fox         | Maialen Chourraut        |

## Kajakarstwo klasyczne

### K-1 200 m
| Rok i miejsce        | Złoto           | Srebro                 | Brąz                   |
| -------------------- | --------------- | ---------------------- | ---------------------- |
| 2012, Londyn         | Lisa Carrington | Inna Osypenko-Radomska | Natasa Janics          |
| 2016, Rio de Janeiro | Lisa Carrington | Marta Walczykiewicz    | Inna Osypenko-Radomska |

### K-1 500 m
| Rok i miejsce        | Złoto                    | Srebro                     | Brąz                   |
| -------------------- | ------------------------ | -------------------------- | ---------------------- |
| 1948, Londyn         | Karen Hoff               | Lida van der Anker-Doedens | Fritzi Schwingl        |
| 1952, Helsinki       | Sylvi Saimo              | Gertrude Liebhart          | Nina Sawina            |
| 1956, Melbourne      | Jelizawieta Diemientjewa | Therese Zenz               | Tove Søby              |
| 1960, Rzym           | Antonina Sieriedina      | Therese Zenz               | Daniela Walkowiak      |
| 1964, Tokio          | Ludmiła Pinajewa         | Hilde Lauer                | Marcia Jones           |
| 1968, Meksyk         | Ludmiła Pinajewa         | Renate Breuer              | Viorica Dumitru        |
| 1972, Monachium      | Julija Riabczynska       | Mieke Jaapies              | Anna Pfeffer           |
| 1976, Montreal       | Carola Zirzow            | Tatjana Korszunowa         | Klára Rajnai           |
| 1980, Moskwa         | Birgit Fischer           | Wania Geszewa              | Antonina Mielnikowa    |
| 1984, Los Angeles    | Agneta Andersson         | Barbara Schüttpelz         | Annemiek Derckx        |
| 1988, Seul           | Wania Geszewa            | Birgit Fischer             | Izabela Dylewska       |
| 1992, Barcelona      | Birgit Fischer           | Rita Kőbán                 | Izabela Dylewska       |
| 1996, Atlanta        | Rita Kőbán               | Caroline Brunet            | Josefa Idem            |
| 2000, Sydney         | Josefa Idem              | Caroline Brunet            | Katrin Borchert        |
| 2004, Ateny          | Natasa Janics            | Josefa Idem                | Caroline Brunet        |
| 2008, Pekin          | Inna Osypenko            | Josefa Idem                | Katrin Wagner-Augustin |
| 2012, Londyn         | Danuta Kozák             | Inna Osypenko-Radomska     | Bridgitte Hartley      |
| 2016, Rio de Janeiro | Danuta Kozák             | Emma Jørgensen             | Lisa Carrington        |

### K-2 500 m
| Rok i miejsce        | Złoto                                           | Srebro                                               | Brąz                                          |
| -------------------- | ----------------------------------------------- | ---------------------------------------------------- | --------------------------------------------- |
| 1960, Rzym           | ZSRR · Marija Szubina · Antonina Sieriedina     | Niemcy · Therese Zenz · Ingrid Hartmann              | Węgry · Klára Fried-Bánfalvi · Vilma Egresi   |
| 1964, Tokio          | Niemcy · Roswitha Esser · Annemarie Zimmermann  | Stany Zjednoczone · Francine Fox · Glorianne Perrier | Rumunia · Hilde Lauer · Cornelia Sideri       |
| 1968, Meksyk         | RFN · Roswitha Esser · Annemarie Zimmermann     | Węgry · Anna Pfeffer · Katalin Rozsnyói              | ZSRR · Ludmiła Pinajewa · Antonina Sieriedina |
| 1972, Monachium      | ZSRR · Ludmiła Pinajewa · Kateryna Kuryszko     | NRD · Ilse Kaschube · Petra Grabowski                | Rumunia · Maria Nichiforov · Viorica Dumitru  |
| 1976, Montreal       | ZSRR · Nina Gopowa · Galina Kreft               | Węgry · Anna Pfeffer · Klára Rajnai                  | NRD · Bärbel Köster · Carola Zirzow           |
| 1980, Moskwa         | NRD · Carsta Genäuß · Martina Bischof           | ZSRR · Galina Aleksiejewa · Nina Gopowa              | Węgry · Éva Rakusz · Mária Zakariás           |
| 1984, Los Angeles    | Szwecja · Agneta Andersson · Anna Olsson        | Kanada · Alexandra Barre · Sue Holloway              | RFN · Josefa Idem · Barbara Schüttpelz        |
| 1988, Seul           | NRD · Birgit Fischer · Anke Nothnagel           | Bułgaria · Wania Geszewa · Diana Palijska            | Holandia · Annemiek Derckx · Annemarie Cox    |
| 1992, Barcelona      | Niemcy · Ramona Portwich · Anke von Seck        | Szwecja · Agneta Andersson · Susanne Gunnarsson      | Węgry · Rita Kőbán · Éva Dónusz               |
| 1996, Atlanta        | Szwecja · Susanne Gunnarsson · Agneta Andersson | Niemcy · Birgit Fischer · Ramona Portwich            | Australia · Annemarie Wood · Katrin Borchert  |
| 2000, Sydney         | Niemcy · Birgit Fischer · Katrin Wagner         | Węgry · Katalin Kovács · Szilvia Szabó               | Polska · Aneta Pastuszka · Beata Sokołowska   |
| 2004, Ateny          | Węgry · Katalin Kovács · Natasa Janics          | Niemcy · Birgit Fischer · Carolin Leonhardt          | Polska · Aneta Pastuszka · Beata Sokołowska   |
| 2008, Pekin          | Węgry · Katalin Kovács · Natasa Janics          | Polska · Aneta Konieczna · Beata Mikołajczyk         | Francja · Marie Delattre · Anne-Laure Viard   |
| 2012, Londyn         | Niemcy · Franziska Weber · Tina Dietze          | Węgry · Katalin Kovács · Natasa Janics               | Polska · Beata Mikołajczyk · Karolina Naja    |
| 2016, Rio de Janeiro | Węgry Danuta Kozák Gabriella Szabó              | Niemcy Tina Dietze Franziska Weber                   | Polska Beata Mikołajczyk Karolina Naja        |

### K-4 500 m
| Rok i miejsce        | Złoto                                                                              | Srebro                                                                                     | Brąz                                                                                       |
| -------------------- | ---------------------------------------------------------------------------------- | ------------------------------------------------------------------------------------------ | ------------------------------------------------------------------------------------------ |
| 1984, Los Angeles    | Rumunia · Agafia Constantin · Nastasia Nichitov · Tecla Marinescu · Maria Ștefan   | Szwecja · Agneta Andersson · Anna Olsson · Eva Karlsson · Susanne Gunnarsson               | Kanada · Alexandra Barre · Lucie Guay · Sue Holloway · Barbara Olmstead                    |
| 1988, Seul           | NRD · Birgit Fischer · Anke Nothnagel · Ramona Portwich · Heike Singer             | Węgry · Erika Géczi · Erika Mészáros · Éva Rakusz · Rita Kőbán                             | Bułgaria · Wania Geszewa · Diana Palijska · Ognjana Petrowa · Borisława Iwanowa            |
| 1992, Barcelona      | Węgry · Rita Kőbán · Éva Dónusz · Erika Mészáros · Kinga Czigány                   | Niemcy · Katrin Borchert · Ramona Portwich · Birgit Fischer · Anke von Seck                | Szwecja · Anna Olsson · Agneta Andersson · Maria Haglund · Susanne Rosenqvist              |
| 1996, Atlanta        | Niemcy · Anett Schuck · Birgit Fischer · Manuela Mucke · Ramona Portwich           | Szwajcaria · Gabi Müller · Ingrid Haralamow · Sabine Eichenberger · Daniela Baumer         | Szwecja · Susanne Rosenqvist · Anna Olsson · Ingela Ericsson · Agneta Andersson            |
| 2000, Sydney         | Niemcy · Birgit Fischer · Manuela Mucke · Anett Schuck · Katrin Wagner             | Węgry · Rita Kőbán · Katalin Kovács · Szilvia Szabó · Erzsébet Viski                       | Rumunia · Raluca Ioniță · Mariana Limbău · Elena Radu · Sanda Toma                         |
| 2004, Ateny          | Niemcy · Birgit Fischer · Maike Nollen · Katrin Wagner · Carolin Leonhardt         | Węgry · Katalin Kovács · Szilvia Szabó · Erzsébet Viski · Kinga Bóta                       | Ukraina · Inna Osypenko · Tetiana Semykina · Hanna Bałabanowa · Ołena Czerewatowa          |
| 2008, Pekin          | Niemcy · Fanny Fischer · Nicole Reinhardt · Katrin Wagner-Augustin · Conny Waßmuth | Węgry · Katalin Kovács · Gabriella Szabó · Danuta Kozák · Natasa Janics                    | Australia · Lisa Oldenhof · Hannah Davis · Chantal Meek · Lyndsie Fogarty                  |
| 2012, Londyn         | Węgry · Krisztina Fazekas · Katalin Kovács · Danuta Kozák · Gabriella Szabó        | Niemcy · Tina Dietze · Carolin Leonhardt · Franziska Weber · Katrin Wagner-Augustin        | Białoruś · Iryna Pamiałowa · Nadzieja Papok · Wolha Chudzienka · Maryna Pautaran           |
| 2016, Rio de Janeiro | Węgry · Gabriella Szabó · Danuta Kozák · Tamara Csipes · Krisztina Fazekas         | Niemcy · Sabrina Hering · Franziska Weber · Steffi Kriegerstein · Tina Dietze              | Białoruś · Marharyta Machniewa · Nadzieja Lapieszka · Wolha Chudzienka · Maryna Litwinczuk |
| 2020, Tokio          | Węgry · Danuta Kozák · Tamara Csipes · Anna Kárász · Dóra Bodonyi                  | Białoruś · Marharyta Machniewa · Nadzieja Lapieszka · Wolha Chudzienka · Maryna Litwinczuk | Polska · Karolina Naja · Anna Puławska · Justyna Iskrzycka · Helena Wiśniewska             |